# عملیات (فیلم)
«عملیات» (انگلیسی: The Operation (film)) یک فیلم است که در سال ۱۹۷۳ منتشر شد.